# گوتهارت هاینریکی
گوتهارت هاینریکی (به آلمانی: Gotthard Heinrici) (۲۵ دسامبر ۱۸۸۶–۱۳ دسامبر ۱۹۷۱) نظامی بلندپایه آلمانی در دوره رایش سوم بود که فرماندهی یگان‌هایی را در نیروی زمینی در جریان جنگ جهانی دوم بر عهده داشت. او یکی از ماهرترین ژنرال‌های ورماخت در عملیات‌های دفاعی تلقی می‌شود. هاینریکی روزهای پایانی جنگ گروه ارتش ویستولا را در مقابل پیشروی ارتش سرخ به سمت برلین رهبری کرد.

## سال‌های اولیه
گرهارت هاینریکی روز ۲۵ دسامبر سال ۱۸۸۶ در گومبینن در پروس شرقی زاده شد. پدرش پاول یک کشیش لوترن بود که عقاید مذهبی را در گرهارت نیز نهادینه کرد. سنت نظامی‌گری سابقه بلندی در خاندان او داشت. گرهارت نیز روز ۸ مارس سال ۱۹۰۵ به عنوان نامزد افسری به نیروی زمینی امپراتوری آلمان پیوست در هنگ ۹۵ پیاده‌نظام تورینگن قرار گرفت. در دانشکده جنگ در هانوفر تحصیل کرد و روز ۱۸ اوت سال ۱۹۰۶ با درجه ستوان دوم به سلک افسران درآمد. به عنوان آجودان گردان ۲ هنگ خدمت کرد و اوایل سال ۱۹۱۴ به درجه ستوان یکم ترفیع گرفت.

## جنگ جهانی اول
هاینریکی هنگام آغاز جنگ جهانی اول آجودان هنگ بود. در ابتدا با ارتش سوم در بلژیک وارد رزمگاه شد. با لشکر سی‌وهشتم پیاده‌نظام به جبهه شرقی منتقل شد و در نبرد تاننبورگ و درگیری‌های لهستان حاضر بود. سال ۱۹۱۵ فرمانده یک گروهان در گردان ۲ بود. با نشان دادن عملکرد مناسب، مدتی موقتاً فرماندهی گردان را بر عهده داشت. بدین سبب با دریافت تعجیل به درجه سروان ترفیع گرفت ماه سپتامبر لشکر او مجدداً به جبهه غربی بازگشت و در نبرد وردن مشارکت کرد. هاینریکی بهار سال ۱۹۱۶ به عنوان آجودان تیپ ۸۳ پیاده‌نظام در همان لشکر سی‌وهشتم پیاده‌نظام برگزیده شد. خدمت موفق نشان‌های عالی درجه ۲ و ۱ صلیب آهنین را برای او به ارمغان آورد. در یک حمله شیمیایی به شدت آسیب دید. پس از بازیابی سلامت در ستاد سپاه ۲۴ ذخیره قرار گرفت و شروع به طی دوره آموزشی ستاد کل کرد. آموزش میدانی او در ستاد لشکر صدوپانزدهم پیاده‌نظام ادامه یافت. با این لشکر بخشی از سلطه آلمان بر رومانی بود. ماه مارس سال ۱۹۲۷ موقتاً به ستاد کل نیروی زمینی منتقل شد و دوره کوتاهی در این ارتباط را ماه‌های سپتامبر و اکتبر در سدان گذراند. پس از پایان دوره به عنوان افسر ارشد دوم و تدارکات سپاه ۸ انتخاب گردید. ماه فوریه سال ۱۹۱۸ افسر نخست و عملیات‌های لشکر دویست‌وسوم پیاده‌نظام شد.

## رایشسور
هاینریکی پس از جنگ به پروس شرقی بازگشت و به ستاد منظقه نظامی ۱ ملحق گشت. افسر عملیات‌های لشکر داوطلب فون چیشویتس شد که در محافظت از ناحیه مرزی در برابر دست‌اندازی‌های لهستان بود. ماه اکتبر سال ۱۹۲۰ مدرس تاکتیک ستاد کل در لشکر یکم پیاده‌نظام در کونیگسبرگ شد. بین ماه‌های سپتامبر ۱۹۲۴ تا سپتامبر ۱۹۲۷ فرماندهی گروهان ۱۴ از هنگ ۱۳ پیاده‌نظام در شْوِبیش گْمونت را بر عهده داشت. در این مدت سال ۱۹۲۶ به درجه سرگرد ترفیع گرفت. سپس در بخش سازماندهی نیروی زمینی به ستاد کل بازگشت. سال ۱۹۳۰ به درجه سرهنگ دوم ترفیع گرفت و ماه اکتبر شروع به فرماندهی گردان ۳ هنگ ۳ پیاده‌نظام در استروده کرد. ماه اکتبر سال ۱۹۳۲ افسر عملیات‌های گروه فرماندهی ۱ در برلین شد. از ماه فوریه سال ۱۹۳۳ رئیس یکی از بخش‌های وزارت دفاع شد و روز ۱ مارس همان سال به درجه سرهنگ ترفیع گرفت. در این جایگاه روز ۱ ژانویه سال ۱۹۳۶ به درجه سرتیپ ترفیع گرفت.

## ورماخت
روز ۱۲ اکتبر سال ۱۹۳۷ به فرماندهی لشکر شانزدهم پیاده‌نظام در مونستر برگزیده شد. روز ۱ مارس سال ۱۹۳۸ به درجه سرلشکر ترفیع گرفت.

### جنگ جهانی دوم
هنگام آغاز جنگ جهانی دوم و در جریان نبرد لهستان هاینریکی با لشکر خود در قسمت شمالی جبهه غربی مستقر بود و از این سرحدات محافظت می‌کرد. مدتی از ماه فوریه سال ۱۹۴۰ نایب فرمانده سپاه ۷ شد. هنوز درگیری‌های جدی در این بخش به‌پا نشده بود که روز ۸ آوریل فرماندهی سپاه ۱۲ به او سپرده شد. روز ۱ ژوئن به درجه سپهبد (ژنرال پیاده‌نظام) ترفیع گرفت. در قالب ارتش یکم در تهاجم به خط ماژینو مشارکت و در جنوب زاربروکن در آن رخنه کرد. اواخر نبرد فرانسه، روز ۱۸ ژوئن به مقام فرماندهی سپاه ۴۳ منتقل شد و با آن تقریباً بدون مواجهه با مقاومت، تا بورژ در مرکز فرانسه پیش رفت. هنگام تسلیم فرانسه در روز ۲۲ ژوئن، بین نواحی شمالی لو آور و بایو مستقر بود و سپاه خود را آماده تهاجم به بریتانیا کرد که البته عملیات زی‌لووه بدین منظور در نهایت لغو شد. تابستان سال ۱۹۴۱ سپاه خود را به لهستان برد.
سپاه ۴۳ از بدو عملیات بارباروسا، تهاجم به شوروی، در میانه میدان بود و به عنوان بخشی از ارتش‌های چهارم و دوم، در حصول پیروزی در نبردهای نواحی برست-لیتوفسک، مینسک، بوبرویسک، کی‌یف و بریانسک نقش داشت. هاینریکی بدین جهت مفتخر به دریافت نشان عالی صلیب شوالیه صلیب آهنین شد. در جریان نبرد مسکو به عنوان بخشی از ارتش دوم زرهی هاینتس گودریان، با وجود مشکلات حاصل از فصل بارش (راسپوتیتسا)، تا تولا پیش رفت. له هر صورت حرکت پس از تصرف آلکسین متوقف شد. هنگام ضدحمله زمستانه ارتش سرخ در ماه دسامبر، یگان هاینریکی در حقیقت شرق مسکو بود. با وجود برتری عددی دشمن و قرار داشتن از سه جهت در محاصره آن، هاینریکی توانست سپاه خود را از مهلکه بیرون و تا ماه ژانویه سال ۱۹۴۲ تا یوخنوف عقب بکشد. هاینریکی روز ۲۰ ژانویه جایگزین سپهبد لودویگ کوبلر در فرماندهی ارتش چهارم شد. این نیروی فرسوده در این هنگام شرایط اسف‌باری داشت و زیر حملات چند ارتش شوروی در معرض گرفتاری به یک فاجعه بود. هاینریکی مهارت خاصی در امر دفاع از خود نشان داد. او در چندین مورد با آگاهی پیشین از تهاجم گسترده دشمن، تنها چند ساعت پیش از آن نیروی اندکی در خط مقدم باقی می‌گذاشت و در عوض چند کیلومتر پشت آن مواضع و استحکامات گسترده‌ای آماده می‌کرد. توپخانه دشمن به عنوان آماده‌سازی تهاجم، با شدت زیادی خط مقدم را گلوله‌باران می‌کرد؛ درحالی‌که در عمل در حال کوبیدن فضای خالی بود. این گلوله‌باران دشمن موجب ناهمواری منطقه می‌شد و پیشروی نیروهای خود آن را با اختلال مواجه می‌ساخت. توپخانه هاینریکی دشمن گیر کرده در این موقعیت را به شکل مؤثری هدف قرار می‌داد و آسیب جدی به آن وارد می‌آورد. تنها تانک‌های دشمن می‌توانستند بدون پشتیبانی پیاده‌نظام و خارج از برد توپخانه خودی، از این شرایط گذر کنند که همان‌ها هم در برخورد با مواضع آماده آلمانی‌ها «قلع‌وقمع» می‌شدند. بدین صورت هاینریکی با وارد آوردن تلفات سنگین به دشمن، اجازه نداد خط مقدم ارتش چهارم شکسته شود. در این مدت تا ماه مارس سال ۱۹۴۳ به مرور تا خط موسوم به «موضع پانتر» در حوالی اورشا عقب رفت.

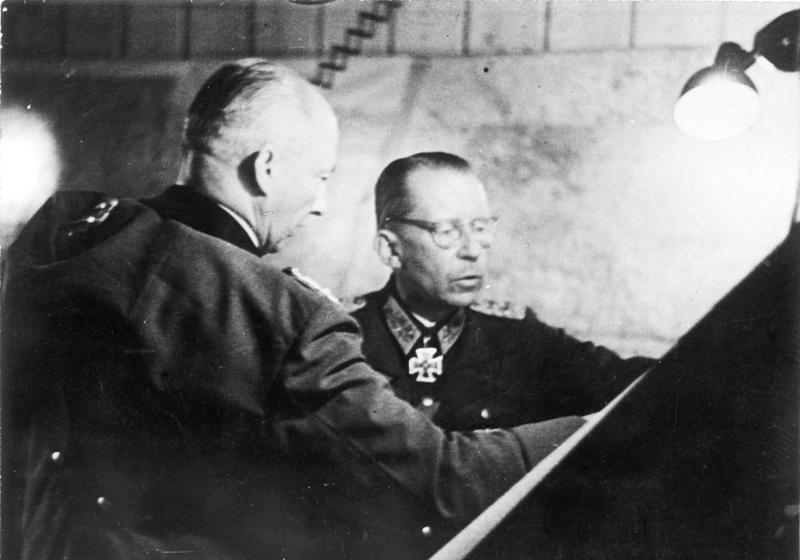
در کنار فیلدمارشال گونتر فون کلوگه، میانه ۱۹۴۳

هاینریکی روز ۳۰ ژانویه سال ۱۹۴۳ به درجه ارتشبد نائل آمد. با وجود این که با داشتن روحیه مذهبی رابطه خوبی با جنبش ناسیونال سوسیالیست و عناصر سیاسی حاکمیت رایش سوم نداشت اما به عنوان یک سرباز حرفه‌ای و با اتکا به مفهوم وفاداری پروسی، هیچگاه به فکر اقدام علیه نظام آدولف هیتلر نیفتاد. سلامت جسمانی هاینریکی ماه مه سال ۱۹۴۴ در اثر ابتلا به هپاتیت وضعیت وخیمی پیدا کرد. بدین جهت برای مداوا به کارلسبات منتقل شد. بهبودی چندین ماه به طول انجامید. سپهبد کورت فون تیپلسکیرش جایگزین او در مقام فرماندهی ارتش چهارم شد. در مدت مرخصی هاینریکی شوروی عملیات باگراتیون را به اجرا گذاشت و ارتش چهارم و در اصل تمامی گروه ارتش مرکز را عملاً منهدم کرد.
نبرد برلین
هاینریکی روز ۱۶ اوت سال ۱۹۴۴ به جبهه شرقی بازگشت و این بار فرماندهی ارتش یکم زرهی را در دست گرفت. چند روز بعد ارتش یکم مجارستان نیز تحت امر او درآمد تا مجموع این نیروها «گروه ارتش هاینریکی» نام بگیرد. هاینریکی مأمور به دفاع از نواحی کوهستانی منتهی به اسلواکی بود. تقریباً توانست مواضع خود را تا روز ۲۰ مارس سال ۱۹۴۵ حذف کند. در این روز جانشین رایشس‌فورر هاینریش هیملر در فرماندهی گروه ارتش ویستولا شد تا از مسیر برلین در برابر دشمن دفاع کند. این وظیفه با در اختیار داشتن دو ارتش سوم زرهی و نهم با حدود ۷۰۰ هزار نفر و کمتر از هزار تانک فرسوده در برابر سه جبهه دشمن با بیش ۲٫۵ میلیون تن قوا و ۶٬۲۵۰ تانک و برتری کامل هوایی، نه «دشوار» بلکه «غیرممکن» توصیف شده‌است. تنها کاری که از او در این زمان برآمد کند کردن حرکت دشمن و به تعویق انداختن ورود آن به شهر بود. به هر صورت نبرد برلین روز ۱۶ آوریل آغاز شد. هاینریکی با توسل به تاکتیک دفاعی پیشین خود خط نخست دفاعی حول شهر را تخلیه کرد و به خط دوم آماده عقب نشست. درحالی‌که فرماندهی عالی شوروی تصور می‌کرد سه روزه بر برلین مسلط شود، رسیدن به حاشیه شهر برای آن‌ها با دادن ده‌ها هزار نفر تلفات، دو هفته به طول انجامید. چیزی بیش از این از دست هاینریکی برنمی‌آمد تا شهر در نهایت روز ۲۵ آوریل کاملاً به محاصره افتاد. او قصد اجتناب از فدا کردن جان نیروهایش در این نبرد شهری مغلوبه را داشت و بدنه اصلی آن‌ها را به شمال و جنوب برلین عقب کشید. با اطلاع فرماندهی عالی از این قصد، او از مقام خود خلع و این بار هم با فون تیپلسکیرش جایگزین شد.

## پس از جنگ
هاینریکی که خارج از شهر بود، به برلین احضار شد. خود در نظر داشت برود که سروان هلموت لانگ، آجودان مخصوصش، او را از این کار منع کرد. لانگ که در گذشته آجودان مخصوص فیلدمارشال اروین رومل بود، او را نسبت به گرفتاری به سرنوشتی مشابه هشدار داد. بدین ترتیب هاینریکی به‌جای برلین، رو به شمال در ابتدا به پلون رفت. بریتانیایی‌ها او را روز ۲۸ مه در فلنسبورگ به اسارت گرفتند. هاینریکی سه سال آینده را در اردوگاه‌های مختلف به سر برد. بیش وقت خود را با عمو زاده‌اش فیلدمارشال گرت فون روندشتت صرف می‌کرد. روز ۱۹ مه سال ۱۹۴۸ آزاد شد. ارتشبد گوتهارت هاینریکی در نهایت روز ۱۳ دسامبر سال ۱۹۷۱ در وایبلینگن درگذشت.